# Nizza–Digne-vasútvonal
A Nizza–Digne-vasútvonal  egy egyvágányú, 151 km hosszúságú, 1000 mm-es nyomtávolságú, nem villamosított vasútvonal Dél-Franciaországban Nizza és Digne-les-Bains között. Ez az egykori Chemins de fer de Provence (CP/C.P.) hálózatának utolsó működő vonala, amelyet a Région Provence-Alpes-Côte d'Azur (PACA) üzemeltet.
A vonal a francia állam tulajdonában van, de nem a francia vasúthálózat állami üzemeltetője, a Réseau ferré de France (RFF) tulajdonában. A vasútvonalat Train des Pignes néven is ismerik, de ezt a nevet eredetileg a Nizzából Meyrargues-ba tartó, jelenleg használaton kívüli vonal kapta.

## Képek

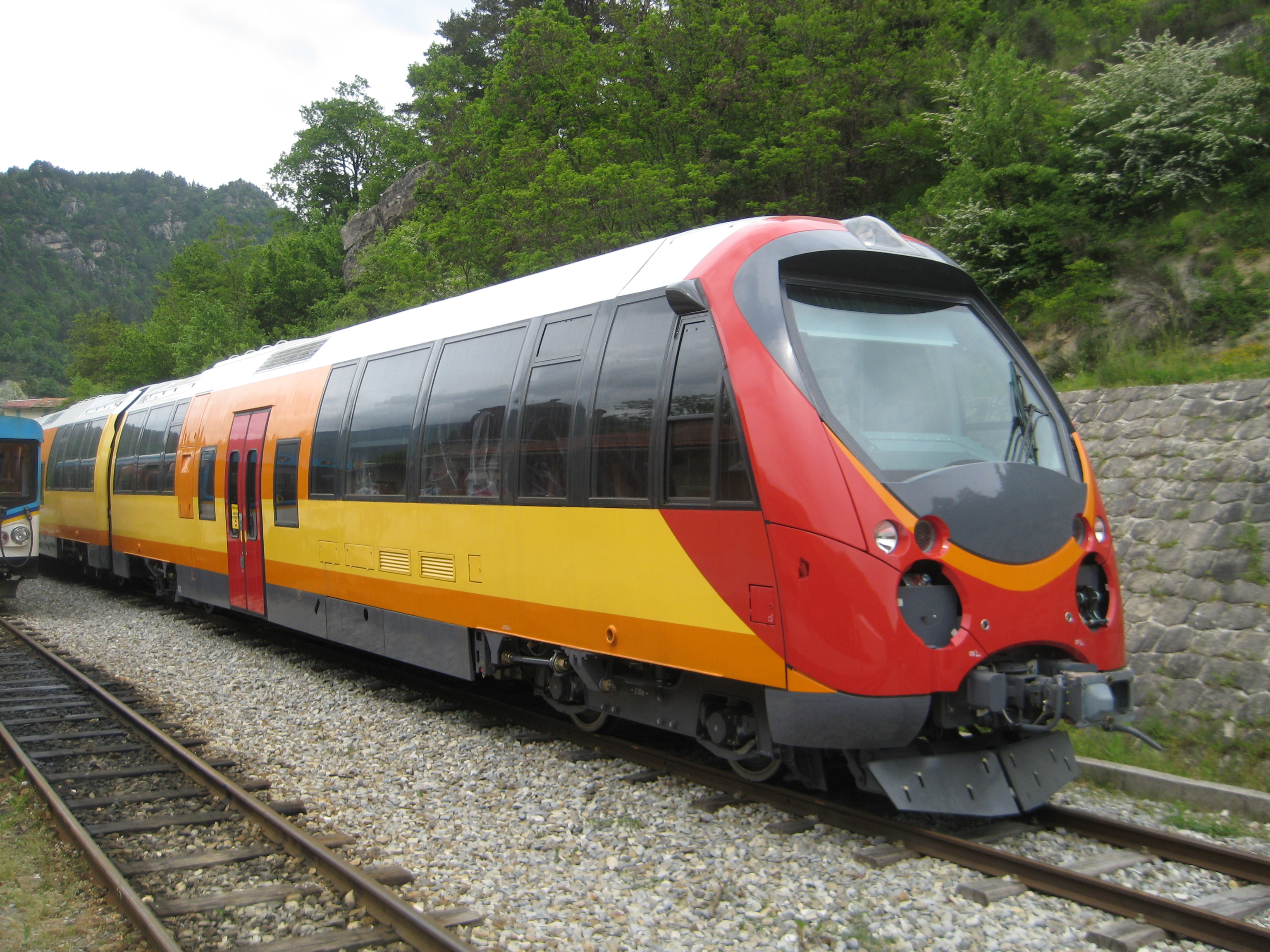
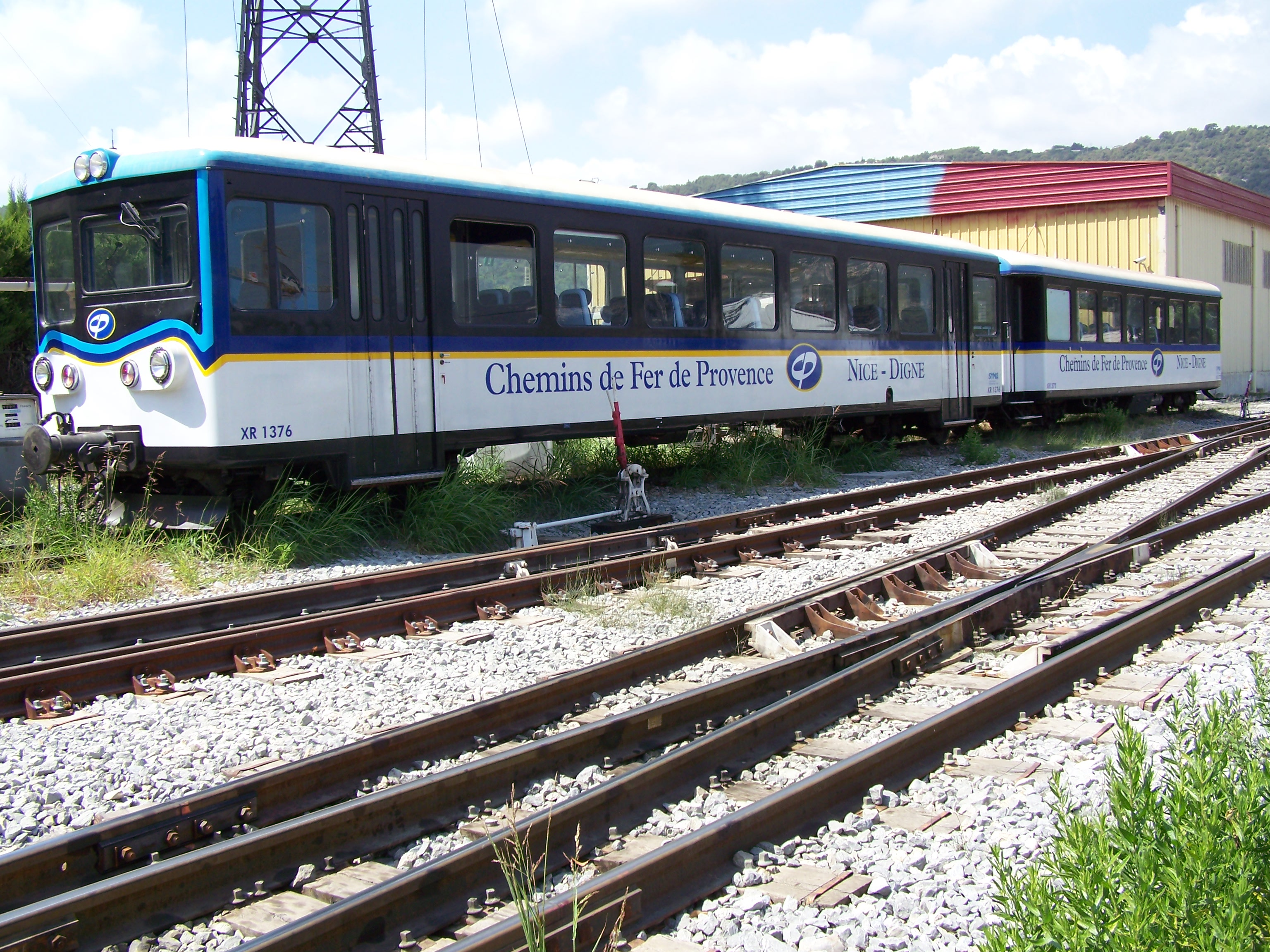
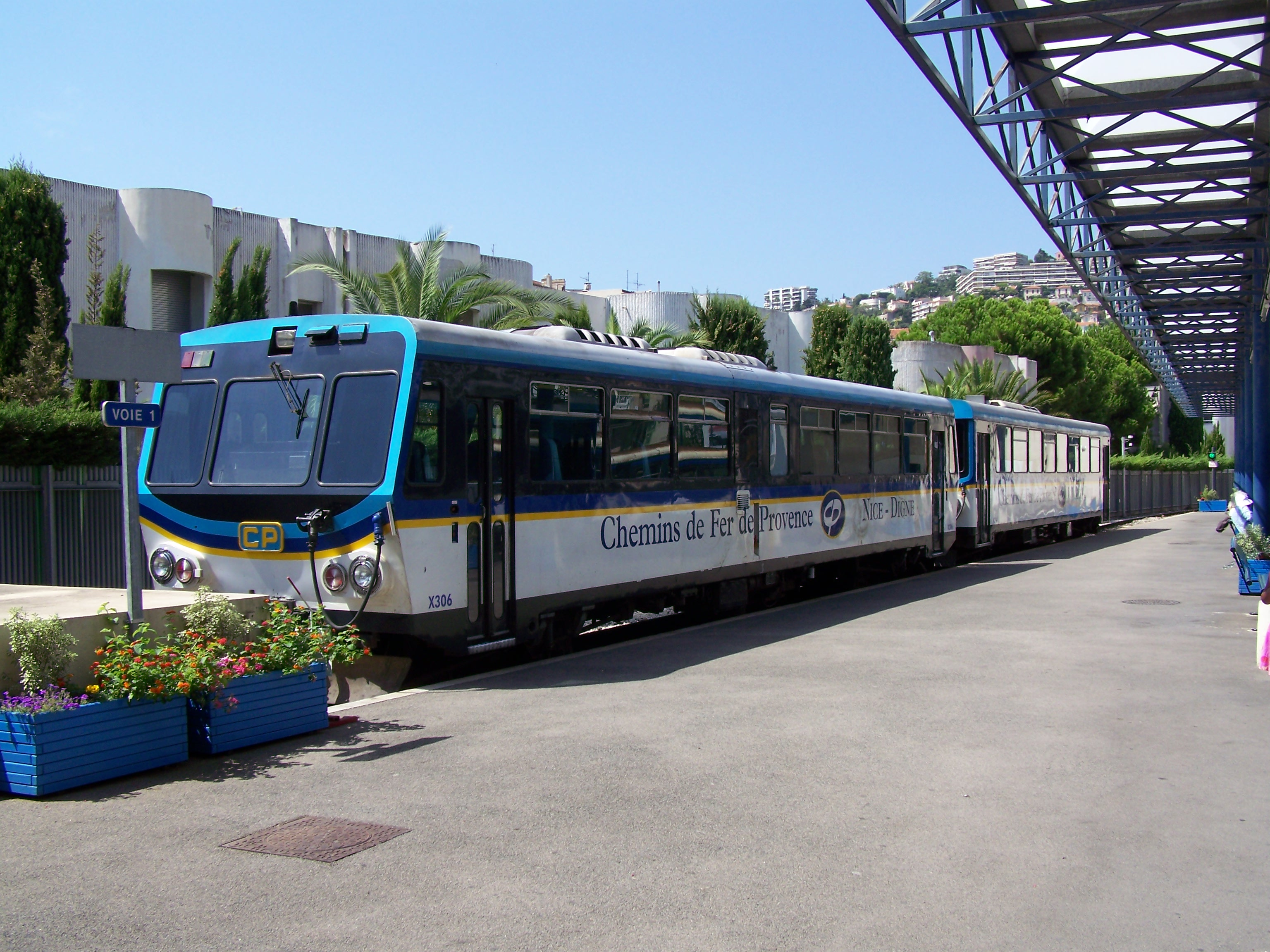
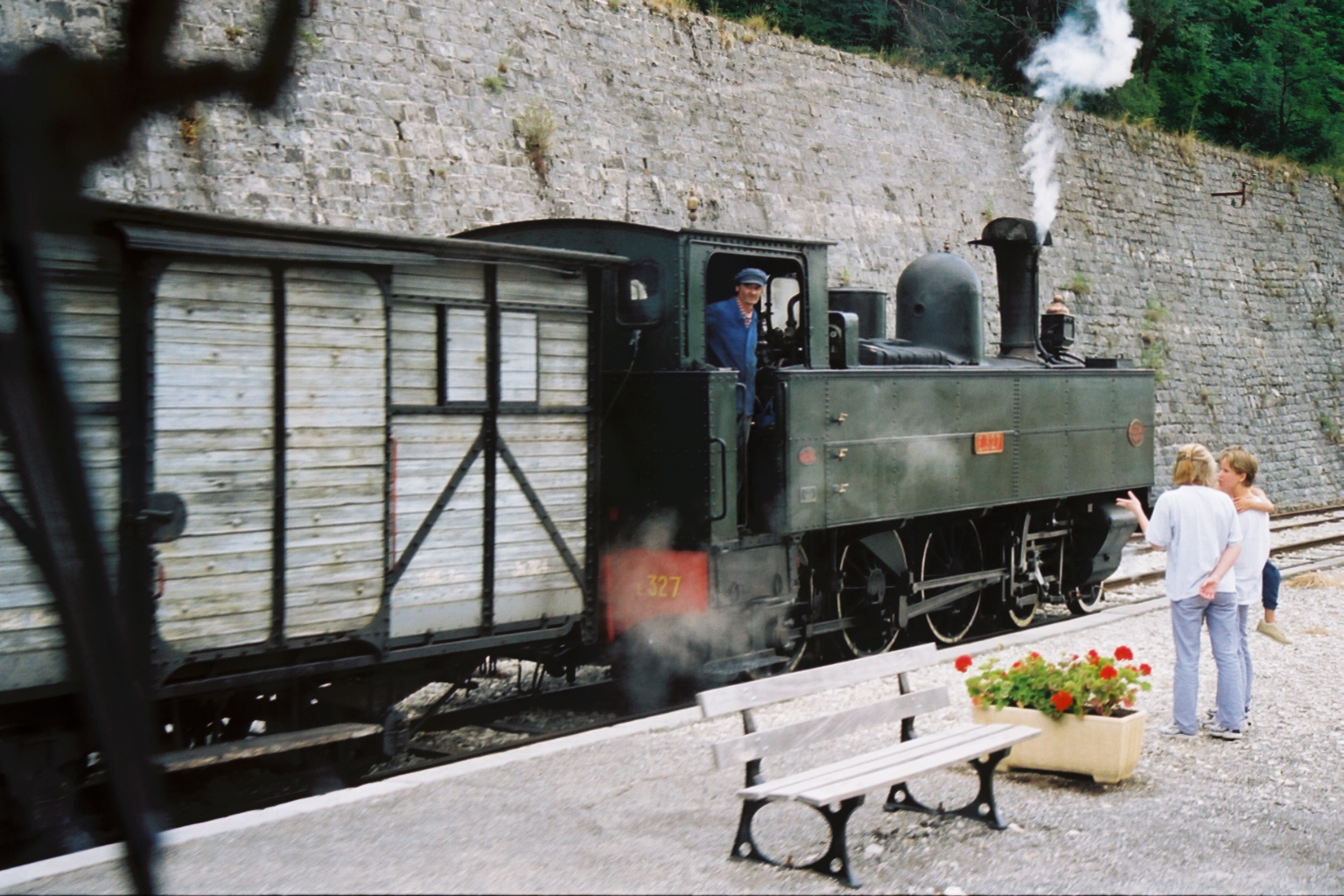